# One Touch (Album)
One Touch (deutsch: Eine Berührung) ist das Debütalbum der britischen Girlband Sugababes, die zu diesem Zeitpunkt aus Siobhán Donaghy, Mutya Buena und Keisha Buchanan bestand. Es ist das einzige Album mit Gründungsmitglied Siobhán Donaghy, welche die Gruppe im August 2001 verließ. Das Album erreichte in Großbritannien, wo es mit Gold ausgezeichnet wurde, die Top 30 sowie in Deutschland, Österreich und der Schweiz die Top 10.

## Hintergrundinformationen
Die Sugababes formierten sich 1998 durch den Manager der All Saints, Ron Tom. Im Alter von 13 Jahren beschlossen Mutya Buena und Siobhán Donaghy, welche beide Verträge als Solokünstlerinnen hatten, nach einem gemeinsamen Auftritt, in Zukunft zusammenzuarbeiten. Während der Studioaufnahmen lud Buena ihre beste Freundin Keisha Buchanan ein. Ron Tom entschied daraufhin, dass die drei fortan als Trio arbeiten sollten. Er verhalf ihnen außerdem innerhalb kürzester Zeit zu einem Plattenvertrag mit London Records. Alle Songs auf dem Album wurden von den Sugababes mitgeschrieben.
Trotz der Gold-Auszeichnung in Großbritannien und guten Chartpositionen in Europa lief der Verkauf des Albums für London Records nicht zufriedenstellend, so dass die Sugababes im Herbst 2001 vom Label gefeuert wurden.

## Titelliste
1. Overload (Jony Lipsey, Cameron McVey, Paul Simm, Siobhán Donaghy, Mutya Buena, Keisha Buchanan) – 4:38
2. One Foot In (Paul Watson, Sonia Cupid, Luke Smith, Donaghy, Buena, Buchanan) – 3:25
3. Same Old Story (John Temis, Matt Rowe, Donaghy, Buena, Buchanan) – 3:03
4. Just Let It Go (Temis, Rowe, Donaghy, Buena, Buchanan) – 5:01
5. Look at Me (McVey, Lipsey, Simm, Felix Howard, Donaghy, Buena, Buchanan) – 3:58
6. Soul Sound (Charlotte Edwards, Sam Harley) – 4:30
7. One Touch (Ron Tom) – 4:20
8. Lush Life (Tom, Carl McIntosh) – 4:28
9. Real Thing (Themis, Rowe, Donaghy, Buena, Buchanan) – 4:04
10. New Year (McVey, Lipsey, Rowe, Howard, Donaghy, Buena, Buchanan) – 3:51
11. Promises (McVey, Lipsey, Howard, Simm, Donaghy, Buena, Buchanan) – 3:17
12. Run for Cover (Lipsey, Simm, McVey, Donaghy, Buena, Buchanan) – 3:48
13. Don’t Wanna Wait (Tom, Don-E) – 4:42 [Japanese Bonus Track]

## Rezeption
Das Album wurde durchweg positiv von den Kritikern aufgenommen. Es wurde außerdem als besonders positiv empfunden, dass die Mädchen, welche zum damaligen Zeitpunkt gerade einmal 15 bzw. 16 Jahre alt waren, Songs sangen und schrieben, welche als sehr reif für ihr Alter angesehen wurden.

## Singleauskopplungen
| Jahr | Titel         | Höchstplatzierung, Gesamtwochen, AuszeichnungChartplatzierungen (Jahr, Titel, , Platzierungen, Wochen, Auszeichnungen, Anmerkungen) | Höchstplatzierung, Gesamtwochen, AuszeichnungChartplatzierungen (Jahr, Titel, , Platzierungen, Wochen, Auszeichnungen, Anmerkungen) | Höchstplatzierung, Gesamtwochen, AuszeichnungChartplatzierungen (Jahr, Titel, , Platzierungen, Wochen, Auszeichnungen, Anmerkungen) | Höchstplatzierung, Gesamtwochen, AuszeichnungChartplatzierungen (Jahr, Titel, , Platzierungen, Wochen, Auszeichnungen, Anmerkungen) | Anmerkungen                              |
| Jahr | Titel         | DE | AT | CH | UK | Anmerkungen                              |
| ---- | ------------- | --- | --- | --- | --- | ---------------------------------------- |
| 2000 | Overload      | DE3 (15 Wo.)DE | AT3 (14 Wo.)AT | CH5 (29 Wo.)CH | UK6 (8 Wo.)UK | Erstveröffentlichung: 11. September 2000 |
| 2000 | New Year      | — | — | — | UK12 (14 Wo.)UK | Erstveröffentlichung: 18. Dezember 2000  |
| 2001 | Run for Cover | DE28 (10 Wo.)DE | AT38 (10 Wo.)AT | CH36 (12 Wo.)CH | UK13 (9 Wo.)UK | Erstveröffentlichung: 9. April 2001      |
| 2001 | Soul Sound    | — | — | — | UK30 (2 Wo.)UK | Erstveröffentlichung: 16. Juli 2001      |

Die erste Single Overload wurde am 11. September 2000 in Großbritannien veröffentlicht. Dieser Song wurde der erste Top-Ten-Hit der Sugababes, er erreichte Platz 6 der Charts. In Deutschland und Österreich erreichte der Song Platz 3, während er in den Schweizer Charts Platz 5 belegte. In Deutschland erreichte der Song zudem Goldstatus. Außerdem war der Song auch in Asien ein großer Erfolg, wo er Platz zwei der MTV Asian Hitlist erreichte.
Als nächste Single wurde New Year veröffentlicht. Diese erreichte in Großbritannien Platz 12 und in der MTV Asia Hitlist Platz 10, konnte sich jedoch in keinem anderen Land platzieren. Die dritte Single aus dem Album, Run for Cover, war hingegen wieder etwas erfolgreicher, in Großbritannien Platz 13. Das Lied erreichte in Deutschland Platz 20, in der Schweiz Platz 36 und in Österreich Platz 38 sowie in der MTV Asia Hitliste Platz 12.
Die letzte Single aus dem Album war Soul Sound. Außer in Großbritannien (Platz 30) und der MTV Asia Hitliste (Platz 16) konnte der Song in keinem anderen Land die Charts erreichen.
Die Sugababes sind seit den Spice Girls die erste Band, die es geschafft hat, dass alle Singles aus dem Debütalbum in der MTV Asia Hitliste die Top 20 erreichten.

## Kommerzieller Erfolg

### Chartplatzierungen
| ChartsChartplatzierungen     | Höchstplatzierung | Wochen |
| ---------------------------- | ----------------- | ------ |
| Deutschland (GfK)            | 7 (19 Wo.)        | 19     |
| Österreich (Ö3)              | 6 (16 Wo.)        | 16     |
| Schweiz (IFPI)               | 8 (17 Wo.)        | 17     |
| Vereinigtes Königreich (OCC) | 18 (22 Wo.)       | 22     |

| ChartsJahrescharts (2001) | Platzierung |
| ------------------------- | ----------- |
| Deutschland (GfK)         | 86          |

### Auszeichnungen für Musikverkäufe
| Land/Region                  | Auszeichnungen für Musikverkäufe (Land/Region, Auszeichnung, Verkäufe) | Verkäufe |
| ---------------------------- | ---------------------------------------------------------------------- | -------- |
| Vereinigtes Königreich (BPI) | Gold                                                                   | 100.000  |
| Insgesamt                    | 1× Gold ·                                                              | 100.000  |